# Tornon
Tornon (en occità Tornon, en francès Tournon-sur-Rhône) és un municipi francès situat al departament de l'Ardecha i a la regió d'Alvèrnia-Roine-Alps. L'any 1999 tenia 9.946 habitants.

## Geografia
La ciutat es troba a la riba dreta del Roine, a 83 quilòmetres al sud de Lió, 18 quilòmetres al nord de Valença, 363 quilòmetres de Perpinyà, 541 de Barcelona.
La ciutat es troba a la confluència amb el Roine i el Doux, davant de Tain-l'Hermitage.
La ciutat està dominada a l'oest per les premisses del Vivarès, als contraforts orientals del Massís Central. En aquests costers es conrea el vi de denominació d'origen Saint-Joseph.
El petit ferrocarril de vapor del Vivarès anomenat " Le Mastrou " surt de Tornon per anar a Lamastre passant per les goles del riu Doux.

## Història
Lotari II confirmava en una carta de 863 o poc després la donació del lloc de Torno que el seu pare l'emperador Lotari I i el seu germà Carles de Provença havien fet a l'església de Lió, en la vessant d'un turó que portava a la riba dreta del Roine. És el primer document referit a la vila doncs no està acceptada la identificació amb Tauredunum esmentada per Gregori de Tours, ja que aquest lloc estaria al Velai.
El primer pont penjant d'Europa amb cable fou construït el 1825 entre Tornon i Tain-l'Hermitage per Marc Seguin.
Pel juny del 1940, a la riba dreta del Roine, la fi dels combats entre l'exèrcit francès i la Wehrmacht va tenir lloc al nord de Tournon, el riu Doux marcant la separació entre les forces alemanyes et les tropes franceses.